# برجک (خمین)
برجک (خمین)، روستایی از توابع بخش کمره شهرستان خمین در استان مرکزی ایران است.

زبان اهالی روستای برجک لری بختیاری است
تبق گفته احالی این روستا این روستا قدمت چند هزار ساله دارد که این حرف ناکام نیسست چرا که در منتقه تپه قشلا سنگ نوشته های تاریخی وجود دارد .

## جمعیت
این روستا در دهستان چهارچشمه قرار دارد و براساس سرشماری مرکز آمار ایران در سال ۱۳۸۵، جمعیت آن ۲۷۵ نفر (۷۸خانوار) بوده‌است.